# Cyclocephala affinis
Cyclocephala affinis är en skalbaggsart som beskrevs av S. Endrödi 1966. Cyclocephala affinis ingår i släktet Cyclocephala och familjen Dynastidae. Inga underarter finns listade i Catalogue of Life.